# María Fernanda, la Jerezana
María Fernanda, la Jerezana és una pel·lícula espanyola dirigida el 1947 per Enrique Herreros sobre la base d'un guió coescrit per ell amb Santiago Aguilar en un estil anomenat casticista-expressionista amb influència d'Edgar Neville. Com a curiositat, hi va tenir el seu primer paper José Luis López Vázquez.

## Argument
Finals del segle xix. Apareix el cadàver d'una dona en un pis humil de la part vella de Madrid. Es tracta de María Fernanda "La Jerezana"", una cupletista que havia estat molt famosa però feia temps que no se'n sabia res d'ella. L'obsessió del comissari de policia, disconforme amb la versió oficial de que ha mort en un robatori li fan arribar a la conclusió de qui havia alguna cosa més.

## Repartiment
- Nati Mistral... 	María Fernanda
- José Prada... 	Comissari
- Elena Caro 	... Carmen
- José Jaspe 	... Ricardo Prado Rey
- José Franco
- Enrique Raymat ... Agente
- Concha López Silva ... Portera

## Guardons
Jesús García Leoz va rebre el premi a la millor música a les Medalles del Cercle d'Escriptors Cinematogràfics de 1947.